# Monocercops nepalensis
Monocercops nepalensis là một loài bướm đêm thuộc họ Gracillariidae. Nó được tìm thấy ở Nepal.
Sải cánh dài 6.2-9.5 mm.
Ấu trùng ăn Castanopsis indica. Chúng ăn lá nơi chúng làm tổ.